# Swiss Post
Швейца́рська по́шта (нім. Die Schweizerische Post, фр. La Poste suisse, італ. La Posta Svizzera, ромш. La Posta Svizra) — національний оператор поштового зв'язку Швейцарії зі штаб-квартирою в Берні. Є державною акціонерною компанією, що підпорядкована уряду Швейцарії. Член Всесвітнього поштового союзу.

## Структура
У складі концерну Die Schweizerische Post AG перебувають три групи компаній, що працюють на чотирьох різних ринках.
- Post CH AG: зв'язок, логістика
- PostFinance AG: фінансовий споживчий ринок
- PostAuto Schweiz AG: ринок громадського транспорту

Основним підприємством є Post CH AG. Воно поєднує такі підрозділи:
- PostMail
- PostLogistics (включно з IT, Post Company Cars AG)
- Swiss Post Solutions
- поштові відділення, продаж (включно з нерухомістю)
- комунікації, відділ кадрів, юридичний відділ, фінансовий відділ

## Керівництво
- 1998—2000: Рето Браун
- 2000—2009: Ульріх Гюгі
- 1 квітня 2009 — 13 грудня 2009: Мішель Кунц
- 14 грудня 2009 — 31 серпня 2012: Юрг Бухер
- з 1 вересня 2012: Сюзанна Руофф[3]

## Історія

### Підприємства-попередники
Федеральна пошта була створена 1 січня 1849 року для перевезень листів, посилок, грошових перевезень і транспорту людей. З 1857 року почалися поштові перевезення залізницею. 1866 року були запроваджені власні поштові вагони. 1903 року вперше почали використовувати механічний транспорт, до 1961 року пошта утримувала останній філіал кінної пошти в Аверсі. Від 1906 року існувала служба поштових чеків (платіжне доручення, попередник сучасного PostFinance; жовтий рахунок). 1920 року пошта почала контролювати телефонний і телеграфний зв'язок. Відтоді підприємство отримало назву PTT (Post, Telefon, Telegraf). Від 1939 року логотип швейцарської пошти має жовту фарбу. Відтоді поштові скриньки й автомати з поштовими марками виробляють в жовтому кольорі (Postgelb). 1964 року був запроваджений поштовий індекс. 1978 року PTT запровадило перші поштові банкомати та перші автотелефони.
1848 року, з утворенням федеративної держави, запроваджувалися докорінні зміни стосовно організації в державі, серед яких — переформування пошти, транспорту, карбування монет, армії, юриспруденції з відповідною Конституцією. З появою загальнодержавної пошти відбулася заміна кантональних поштових організацій державними. Таким чином, швейцарський уряд отримав монополію щодо надання поштових послуг (доставка інформації в письмовій формі). Через монополізацію державою пошти населення отримало доступ до надійного, загальнонаціонального, доступного поштового сервісу.
За умов технічного прогресу на початку XX сторіччя були запроваджені телефон і телеграф. Це призвело до того, що протягом 1920-х років почали створюватися PTT-підприємства. Після їхнього утворення вони були об'єднані на федеральному рівні. Адміністрація телеграфу та центральна поштова адміністрація були утворені 16 серпня 1920 року. 24 жовтня 1930 року відповідальність за них перейняло PTT. Унаслідок технічного прогресу для забезпечення економічного розвитку інфраструктура повинна була розвиватися. Аби забезпечити таку інфраструктуру були необхідні земельні ділянки. Оскільки не завжди була можливість провести лінії на ділянках землі загального користування, залучалися приватні ділянки. Щоб не перешкоджати процесу розвитку мережі, при запровадженні Цивільного кодексу був створений закон про обмеження приватної власності, а також право на експропріацію.

### Лібералізація
31 грудня 1997 року в рамках ініційованої 1988 року лібералізації PTT, швейцарська пошта була розділена на два концерни. Поштові послуги, включно з пересиланням листів, посилок, а також грошові перекази й пасажирські перевезення перейшли до сучасної Швейцарської пошти, тоді як Swisscom перейняв телекомунікаційні послуги.
З 1998 року Швейцарська пошта є окремим суб'єктом публічного права та має певну підприємницьку свободу. Правова база створила Закон про організацію пошти, що набув юридичної сили 1 січня 1998 року.
За новим поштовим законодавством, набуло сили наприкінці 2012 року (закони PG, POG, VPG набуло сили 1 жовтня 2012 року, VPOG — 1 грудня 2012 року), 26 червня 2013 року Швейцарська пошта реорганізована заднім числом (1 січня 2013) в особливе акціонерне підприємство. Одночасно з цим PostFinance було відокремлено у приватне акціонерне товариство та підпорядковано нагляду FINMA. Держава лишається власником 100 % усіх акцій Швейцарської пошти. У свою чергу PostFinance AG повністю належить Швейцарській пошті.